# Conseil provincial des jeunes
Pour les articles homonymes, voir CPJ.
Le Conseil provincial des jeunes (CPJ) est une assemblée de jeunes élus pour deux ou trois ans. Cette assemblées a existé dans plusieurs provinces de Belgique et utilise le budget qui lui est alloué au bénéfice des jeunes et des habitants de leur province. Le nombre de membres, la durée du mandat et le fonctionnement de ce conseil peut varier selon la province.

## Historique
C'est en 2001 que plusieurs députés permanents de la province du Brabant wallon ont instauré une assemblée de jeunes. S'inspirant de Conseils Cantonaux des Jeunes (ex: Valais, Suisse) et de Conseils Municipaux des Jeunes (ex: Lyon, France), un premier CPJ se crée en Brabant wallon. Leur but était d'initier les jeunes à la démocratie et de leur apprendre le fonctionnement des institutions belges, parmi les plus compliquées au monde !
Très vite, la province de Luxembourg a suivi.

### Dans laprovince du Brabant wallon

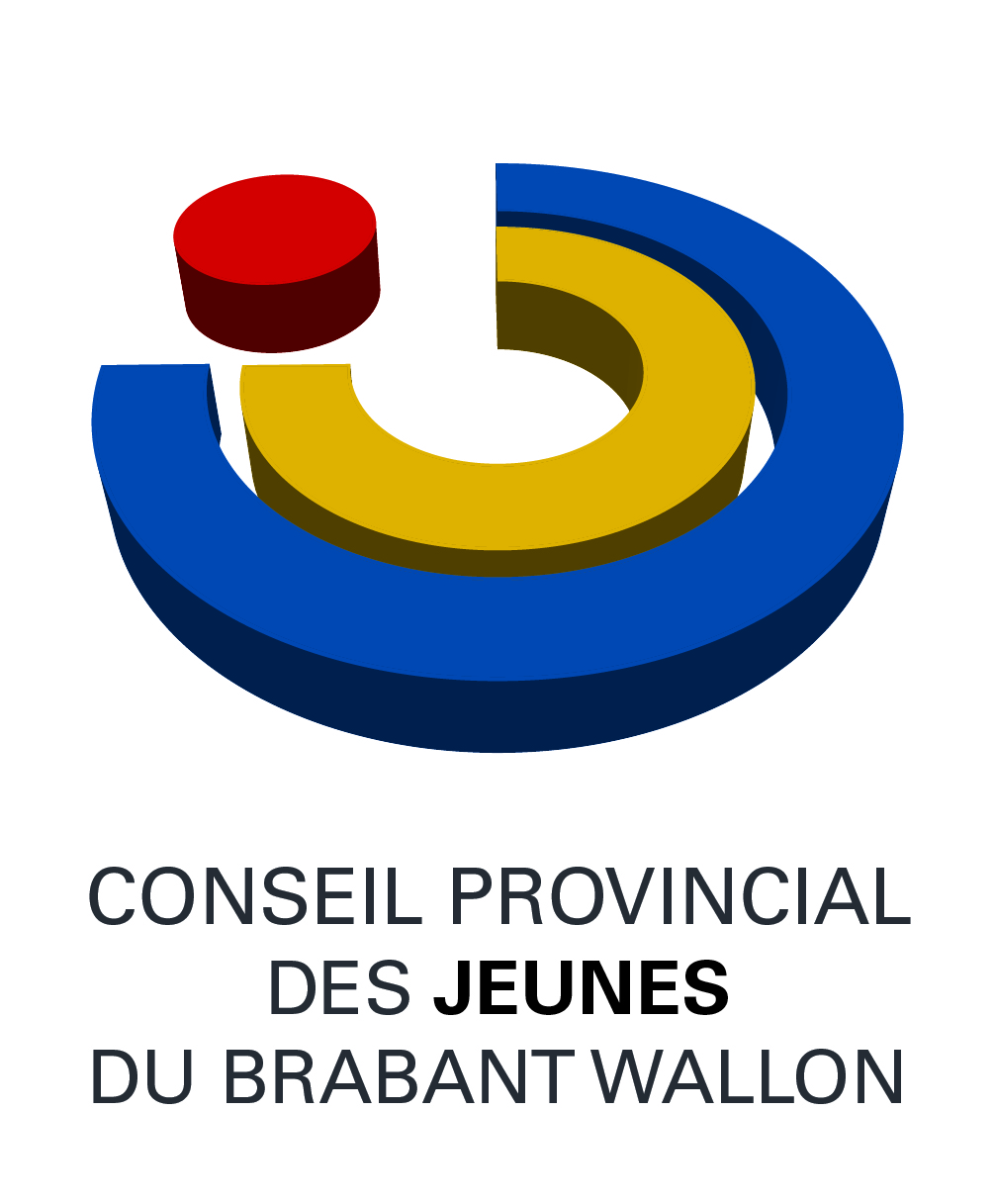
Le Conseil provincial des jeunes du Brabant wallon a été actif de 2001 à 2022.

En 2001, un CPJ a été créé en Brabant wallon. Il s'agissait alors d'une expérience pilote en Belgique.
À partir de 2013, la durée du mandat est passée de deux à trois ans. Les jeunes éligibles étaient les jeunes Brabançons wallons âgés entre 12 et 15 ans, qui disposaient alors d’un budget annuel de 12.500 euros.
L'assemblée des 18 jeunes élus se réunissait tous les mois et était composée d'un Président, d'un Vice-Président et des seize autres membres.
Pour la mise en œuvre des projets, le CPJ du Brabant wallon se répartissait en deux commissions à thème, choisies par les membres lors de leur première séance ou après la réalisation du projet thématique.
Avec la prestation de serment des nouveaux élus le 8 mai 2019, le CPJ entamait un dernier mandat, qui s’est terminé sous la présidence d’Enora Scokart.

### Dans laprovince de Luxembourg
Durant les années 60, a existé dans le Luxembourg Belge un Conseil provincial des Jeunes. Beaucoup de ses membres ont ensuite fait partie du Conseil provincial. Depuis quelques années, et le phénomène est heureux, les Conseils communaux d'enfants se sont multipliés dans la province. Il aurait donc été dommage de ne pas remettre sur pied un Conseil provincial des Jeunes, certes dans des conditions différentes du précédent. Aussi, le Collège provincial a-t-il décidé le 28 novembre 2003 la création d'un nouveau Conseil provincial des Jeunes (CPJ).
Pour la dixième législature (2022-2024), 25 jeunes ont répondu à l'appel à candidatures. Ces jeunes qui ont prêté serment sont nés entre le 1er janvier 2006 et le 31 décembre 2007. Ils sont domiciliés dans l'une des 44 communes de la province. A l'occasion de leur installation le 16 novembre 2022 à Arlon, les jeunes conseillers ont prononcé le serment suivant : "Je m'engage à respecter le mandat qui m'a été confié et à l'exercer dans l'intérêt des jeunes de la province".
Le CPJ fonctionne sur la base de votes et de la participation active des jeunes. Il est encadré par un adulte responsable travaillant pour la Province, qui occupe le rôle de coordinateur du groupe. Ce coordinateur accompagne les jeunes dans leurs démarches légales et administratives, et coordonne les activités du CPJ. Les jeunes élisent ensuite un Bureau, qui constitue le moteur du CPJ, et se compose d'un président, de deux vice-présidents et de deux secrétaires. Le Bureau en fonction de 2022 à 2024 est élu pour un mandat d'un an, renouvelable chaque année, avec la possibilité de se représenter. Le président du CPJ en fonction pour la période 2022-2024 est Heine Noah, réélu en 2023.